# Magyar vívóbajnokság
A magyar vívóbajnokság egy évente megrendezésre kerülő sportesemény a hazai vívók számára, melynek győztesei a magyar bajnoki címet nyerik el. A bajnokságot a Magyar Vívó Szövetség írja ki és rendezi meg. Jelenlegi versenyszámok: tőrvívás, párbajtőrvívás és kardvívás, ezeket férfiak és nők részére is megrendezik, tehát évente hat bajnoki címet osztanak ki.

## Története
Az első magyar bajnokságot 1900-ban rendezték, ekkor még csak férfi tőrvívó és kardvívó verseny volt. Női tőrvívásban 1928, férfi párbajtőrvívásban 1930, női párbajtőrvívásban 1987, női kardvívásban 1998 óta avatnak bajnokot. 1915 és 1919 között, valamint 1945-ben és 2023-ban nem rendeztek bajnokságot. 1900-tól 1913-ig a Magyar Atlétikai Szövetség írta ki a bajnokságokat, 1914-től pedig az akkor megalakult Magyar Vívó Szövetség.
Vidéken eddig csupán három alkalommal rendeztek bajnokságot. 1944-ben Nagyváradon rendezték a férfi kardvívó bajnokságot, valamint 2006-ban és 2007-ben Gödöllő volt a házigazda, ekkor minden fegyvernem versenyét itt rendezték. Az összes többi bajnokság mind Budapesten volt. Eleinte azonos időben és helyszínen rendezték a különböző fegyvernemek bajnokságát (leggyakoribb helyszín a Vigadó, a Nemzeti Lovarda és a MAC margitszigeti vívóterme volt), majd az 1920-as évektől már különböző időben és helyszínen (leggyakoribb helyszín a Műegyetem, a Nemzeti Tornacsarnok, a BBTE tornacsarnoka, a HTVK vívóterme, később a Dózsa és a Vasas vívóterme volt). Az 1950-es évektől ismét általában azonos helyszínen, azonos időben (egymást követő napokon vagy hétvégéken) rendezték a bajnokságokat (leggyakoribb helyszín a Nemzeti Sportcsarnok és a Játékcsarnok volt). Az utóbbi években minden fegyvernem részére a bajnokságokat az év végén, a Gerevich Aladár Nemzeti Sportcsarnokban rendezik, és ekkor tartják a csapatbajnokságokat is.
A vidéki versenyzők nem játszottak jelentős szerepet a bajnokságokban. Bajnoki címet csak férfi párbajtőrben (7-szer, először 1930-ban, utoljára 2016-ban), női párbajtőrben (8-szor, először 1990-ben, utoljára 2024-ben), férfi kardban (2-szer, 2024-ben) és női kardban (6-szor, először 2009-ben, utoljára 2024-ben) nyertek.

## Legeredményesebb versenyzők és csapatok
A legtöbb bajnoki címet a férfiaknál dr. Tóth Péter és Gerevich Aladár nyerte, összesen 10-10-et (előbbi 8-szor tőrben és 2-szer kardban, utóbbi 6-szor tőrben és 4-szer kardban), utánuk Békessy Béla, Berczelly Tibor és Szilágyi Áron következik 8-8 bajnoksággal (előbbi 2-szer tőrben és 6-szor kardban, utóbbi kettő mindet kardban). A nőknél Gerevichné Bogáthy Erna nyerte a legtöbbet, összesen 12-t (mindet tőrben), utána Mohamed Aida következik 11 elsőséggel (mindet tőrben), harmadik pedig Mincza-Nébald Ildikó 8-cal (4-szer tőrben és 4-szer párbajtőrben). Férfi tőrben dr. Tóth Péter (8-szor), férfi párbajtőrben Boczkó Gábor (6-szor), férfi kardban Berczelly Tibor és Szilágyi Áron (8-8-szor), női tőrben Gerevichné Bogáthy Erna (12-szer), női párbajtőrben Szász Emese (7-szer), női kardban Nagy Orsolya (6-szor) nyert legtöbbször.
A klubok közül a Vasas SC nyerte a legtöbb bajnoki címet, összesen 63-at (13 férfi tőr, 3 női tőr, 8 férfi párbajtőr, 3 női párbajtőr, 33 férfi kard, 3 női kard), utána a Bp. Honvéd következik 60 bajnoksággal (5 férfi tőr, 16 női tőr, 15 férfi párbajtőr, 11 női párbajtőr, 12 férfi kard, 1 női kard), harmadik pedig az MTK (jogelődeivel együtt) 59-cel (8 férfi tőr, 22 női tőr, 13 férfi párbajtőr, 11 női párbajtőr, 2 férfi kard, 3 női kard). Férfi tőrben a MAC (28-szor), férfi párbajtőrben a Bp. Honvéd (15-ször), férfi kardban a Vasas SC (33-szor), női tőrben az MTK (22-szer), női párbajtőrben az MTK és a Bp. Honvéd (11-11-szer), női kardban az Újpesti TE (6-szor) nyert legtöbbször.

## Lebonyolítás
A bajnokságot két nap alatt bonyolítják le (a harmadik napon a csapatversenyeket rendezik). Az első nap a selejtezőket rendezik meg (csoportkör, majd direkt kieséses tábla a legjobb 32-ig), a második nap a legjobb 32-től vívnak a döntőig egyenes kieséses rendszerben.

## Bajnokok

### Tőr
| Év   | Férfiak                            | Nők                                              |
| ---- | ---------------------------------- | ------------------------------------------------ |
| 1900 | Mészáros Ervin (MAC)               | —                                                |
| 1901 | Akay Alajos (Wesselényi VC)        | —                                                |
| 1902 | Mészáros Ervin (MAC)               | —                                                |
| 1903 | Mészáros Ervin (MAC)               | —                                                |
| 1904 | Mészáros Ervin (MAC)               | —                                                |
| 1905 | Békessy Béla (MAC)                 | —                                                |
| 1906 | Békessy Béla (MAC)                 | —                                                |
| 1907 | dr. Tóth Péter (MAC)               | —                                                |
| 1908 | dr. Tóth Péter (MAC)               | —                                                |
| 1909 | dr. Tóth Péter (MAC)               | —                                                |
| 1910 | dr. Földes Dezső (Fővárosi VC)     | —                                                |
| 1911 | dr. Tóth Péter (MAC)               | —                                                |
| 1912 | dr. Pajzs Pál (MAC)                | —                                                |
| 1913 | dr. Tóth Péter (MAC)               | —                                                |
| 1914 | dr. Tóth Péter (MAC)               | —                                                |
| 1915 | —                                  | —                                                |
| 1916 | —                                  | —                                                |
| 1917 | —                                  | —                                                |
| 1918 | —                                  | —                                                |
| 1919 | —                                  | —                                                |
| 1920 | dr. Tóth Péter (MAC)               | —                                                |
| 1921 | dr. Tóth Péter (MAC)               | —                                                |
| 1922 | Schenker Zoltán (MOVE BSE)         | —                                                |
| 1923 | dr. Lichteneckert István (MAC)     | —                                                |
| 1924 | Schenker Zoltán (Wesselényi VC)    | —                                                |
| 1925 | vitéz Terstyánszky Ödön (MAC)      | —                                                |
| 1926 | vitéz Terstyánszky Ödön (MAC)      | —                                                |
| 1927 | Rády József (MAC)                  | —                                                |
| 1928 | vitéz Terstyánszky Ödön (MAC)      | Dany Margit (Tiszti VC)                          |
| 1929 | Piller György (MAC)                | Bogen Erna (Tiszti VC)                           |
| 1930 | Piller György (MAC)                | Bogen Erna (Tiszti VC)                           |
| 1931 | Piller György (MAC)                | Bogen Erna (BEAC)                                |
| 1932 | Hatz Ottó (Honvéd Tiszti VC)       | Bogen Erna (BEAC)                                |
| 1933 | Hátszegi Ottó (Honvéd Tiszti VK)   | Bogáthy Erna (BEAC)                              |
| 1934 | Hátszegi Ottó (Honvéd Tiszti VK)   | Bogáthy Erna (BEAC)                              |
| 1935 | Gerevich Aladár (MAC)              | Bogáthy Erna (BEAC)                              |
| 1936 | dr. Bay Béla (BEAC)                | Elek Ilona (Detektív AC)                         |
| 1937 | Hátszegi József (Honvéd Tiszti VK) | Elek Margit (Detektív AC)                        |
| 1938 | Gerevich Aladár (MAC)              | Bogáthy Erna (Honvéd Tiszti VK)                  |
| 1939 | Gerevich Aladár (MAC)              | Gerevichné Bogáthy Erna (Honvéd Tiszti VK)       |
| 1940 | Gerevich Aladár (MAC)              | vitéz Majorné Horváth Katalin (Honvéd Tiszti VK) |
| 1941 | Bedő Zsolt (Honvéd Tiszti VK)      | Gerevichné Bogáthy Erna (Honvéd Tiszti VK)       |
| 1942 | Dunay Pál (MAC)                    | Gündisch Ingeborg (BEAC)                         |
| 1943 | Hátszegi József (Honvéd Tiszti VK) | Gerevichné Bogáthy Erna (Honvéd Tiszti VK)       |
| 1944 | Hátszegi József (Honvéd Tiszti VK) | Gerevichné Bogáthy Erna (Honvéd Tiszti VK)       |
| 1945 | —                                  | —                                                |
| 1946 | Dunay Pál (Barátság VE)            | Elek Ilona (Közalkalmazottak SE)                 |
| 1947 | dr. Bay Béla (BEAC)                | Elek Ilona (egyesületen kívüli)                  |
| 1948 | Gerevich Aladár (Csepeli MTK)      | Majorné Horváth Katalin (Újpesti TE)             |
| 1949 | Gerevich Aladár (Csepeli MTK)      | Elek Ilona (MNDSZ Atalante SE)                   |
| 1950 | Sákovics József (Bp. Lokomotív)    | Elek Ilona (Bp. Lokomotív)                       |
| 1951 | Tilli Endre (Bp. Vasas)            | Nyári Magda (Bp. Petőfi)                         |
| 1952 | Tilli Endre (Bp. Vasas)            | Elek Ilona (Bp. Lokomotív)                       |
| 1953 | Tilli Endre (Bp. Vasas)            | Zsabka Magda (Bp. Petőfi)                        |
| 1954 | Tilli Endre (Bp. Vasas)            | Zsabka Magda (Bp. Petőfi)                        |
| 1955 | Fülöp Mihály (Vasas SE)            | Dömölky Lídia (Vasas SE)                         |
| 1956 | Somodi Lajos (Bp. Dózsa)           | Kovács Lajosné Nyári Magda (Bp. Törekvés)        |
| 1957 | Fülöp Mihály (Elektromos SE)       | Juhász Katalin (OSC)                             |
| 1958 | Pacséry Kázmér (Elektromos SE)     | Rejtő Ildikó (Elektromos SE)                     |
| 1959 | Kamuti Jenő (BVSC)                 | Sákovicsné Dömölky Lídia (Bp. Vörös Meteor)      |
| 1960 | Kamuti Jenő (BVSC)                 | Sákovicsné Dömölky Lídia (Bp. Vörös Meteor)      |
| 1961 | Kamuti László (BVSC)               | Rejtő Ildikó (Újpesti Dózsa)                     |
| 1962 | Gyuricza József (Bp. Honvéd)       | Rejtő Ildikó (Újpesti Dózsa)                     |
| 1963 | Kamuti László (BVSC)               | Juhász Katalin (OSC)                             |
| 1964 | Gyarmati Béla (Újpesti Dózsa)      | Sákovicsné Dömölky Lídia (Bp. Vörös Meteor)      |
| 1965 | Kamuti László (BVSC)               | Sákovicsné Dömölky Lídia (Bp. Vörös Meteor)      |
| 1966 | dr. Kamuti Jenő (BVSC)             | Sákovicsné Dömölky Lídia (Bp. Vörös Meteor)      |
| 1967 | dr. Kamuti Jenő (BVSC)             | Gulácsy Mária (Bp. Honvéd)                       |
| 1968 | dr. Kamuti Jenő (BVSC)             | Sákovicsné Dömölky Lídia (Bp. Vörös Meteor)      |
| 1969 | Kamuti László (BVSC)               | Mendelényiné Ágoston Judit (BVSC)                |
| 1970 | Füredi Gábor (Újpesti Dózsa)       | Újlakiné Rejtő Ildikó (Újpesti Dózsa)            |
| 1971 | Szabó Sándor (Újpesti Dózsa)       | Tordasi Ildikó (VM Egyetértés)                   |
| 1972 | dr. Fenyvesi Csaba (BVSC)          | Ságiné Rejtő Ildikó (Újpesti Dózsa)              |
| 1973 | Gyarmati Béla (Újpesti Dózsa)      | Maros Magda (BVSC)                               |
| 1974 | Czakkel István (VM Egyetértés)     | Bóbis Ildikó (BVSC)                              |
| 1975 | dr. Kamuti Jenő (BVSC)             | Tordasi Ildikó (MTK-VM)                          |
| 1976 | Marton István (Újpesti Dózsa)      | Tordasi Ildikó (MTK-VM)                          |
| 1977 | Héri László (Bp. Honvéd)           | Szolnoki Mária (Újpesti Dózsa)                   |
| 1978 | Kovács Gyula (Vasas SC)            | Maros Magda (BVSC)                               |
| 1979 | Rózsavári Nándor (Újpesti Dózsa)   | Stefanek Gertrúd (Újpesti Dózsa)                 |
| 1980 | Balla Zoltán (MTK-VM)              | Maros Magda (BVSC)                               |
| 1981 | Orosz Gyula (Bp. Honvéd)           | Győrffy Katalin (Vasas SC)                       |
| 1982 | Papp András (Újpesti Dózsa)        | Stefanek Gertrúd (Újpesti Dózsa)                 |
| 1983 | Somodi Lajos (Újpesti Dózsa)       | Stefanek Gertrúd (Újpesti Dózsa)                 |
| 1984 | Érsek Zsolt (Újpesti Dózsa)        | Győrffy Katalin (Vasas SC)                       |
| 1985 | Szekeres Pál (Újpesti Dózsa)       | Jánosi Zsuzsa (Bp. Honvéd)                       |
| 1986 | Szekeres Pál (Újpesti Dózsa)       | Stefanek Gertrúd (Újpesti Dózsa)                 |
| 1987 | Szelei István (Bp. Honvéd)         | Lantos Gabriella (MTK-VM)                        |
| 1988 | Érsek Zsolt (Újpesti Dózsa)        | Jánosi Zsuzsa (Bp. Honvéd)                       |
| 1989 | Érsek Zsolt (BVSC)                 | Mincza Ildikó (MTK-VM)                           |
| 1990 | Érsek Zsolt (BVSC)                 | Pusztai Ildikó (Újpesti Dózsa)                   |
| 1991 | Busa István (Csepel SC)            | Tóth Mónika (BVSC)                               |
| 1992 | Kiss Róbert (Vasas SC)             | Mincza Ildikó (MTK)                              |
| 1993 | Érsek Zsolt (BVSC)                 | Mincza Ildikó (MTK)                              |
| 1994 | Németh Zsolt (Csepel SC)           | Mincza Ildikó (MTK)                              |
| 1995 | Kiss Róbert (Vasas SC)             | Mohamed Aida (MTK)                               |
| 1996 | Juhász Attila (Vasas SC)           | Lantos Gabriella (Bp. Honvéd)                    |
| 1997 | Juhász Attila (Vasas SC)           | Lantos Gabriella (Bp. Honvéd)                    |
| 1998 | Juhász Bence (MTK)                 | Mohamed Aida (MTK)                               |
| 1999 | Juhász Attila (Vasas SC)           | Knapek Edina (Bp. Honvéd)                        |
| 2000 | Juhász Attila (Vasas SC)           | Mohamed Aida (MTK)                               |
| 2001 | Marsi Márk (MTK)                   | Mohamed Aida (MTK)                               |
| 2002 | Marsi Márk (MTK)                   | Mohamed Aida (MTK)                               |
| 2003 | Juhász Bence (MTK)                 | Mohamed Aida (MTK)                               |
| 2004 | Marsi Márk (MTK)                   | Mohamed Aida (MTK)                               |
| 2005 | Juhász Attila (Vasas SC)           | Varga Katalin (Bp. Honvéd)                       |
| 2006 | Bíró Péter (MTK)                   | Mohamed Aida (MTK)                               |
| 2007 | Berjozkin Anton (Csata DSE)        | Knapek Edina (Bp. Honvéd)                        |
| 2008 | Szabados Gábor (Csata DSE)         | Varga Gabriella (Bp. Honvéd)                     |
| 2009 | Szabados Gábor (Csata DSE)         | Varga Gabriella (Bp. Honvéd)                     |
| 2010 | Bíró Péter (Újpesti TE)            | Varga Gabriella (Bp. Honvéd)                     |
| 2011 | Szabados Gábor (Bp. Honvéd)        | Mohamed Aida (Törekvés SE)                       |
| 2012 | Szabados Kristóf (Építők SC)       | Varga Gabriella (Bp. Honvéd)                     |
| 2013 | Szabados Gábor (Építők SC)         | Knapek Edina (Bp. Honvéd)                        |
| 2014 | Szabados Gábor (Építők SC)         | Mohamed Aida (Újpesti TE)                        |
| 2015 | Szabados Gábor (Építők SC)         | Kreiss Fanni (Újpesti TE)                        |
| 2016 | Szabados Kristóf (Építők SC)       | Mohamed Aida (Újpesti TE)                        |
| 2017 | Dósa Dániel (Törekvés SE)          | Pásztor Flóra (Törekvés SE)                      |
| 2018 | Dósa Dániel (Törekvés SE)          | Kreiss Fanni (Újpesti TE)                        |
| 2019 | Dósa Dániel (Törekvés SE)          | Kreiss Fanni (Újpesti TE)                        |
| 2020 | Dósa Dániel (Törekvés SE)          | Kondricz Kata (Bp. Honvéd)                       |
| 2021 | Szemes Gergő (Ferencvárosi TC)     | Kondricz Kata (Bp. Honvéd)                       |
| 2022 | Dósa Dániel (Törekvés SE)          | Kondricz Kata (Bp. Honvéd)                       |
| 2023 | —                                  | —                                                |
| 2024 | Szemes Gergő (Ferencvárosi TC)     | Pásztor Flóra (Törekvés SE)                      |

### Párbajtőr
| Év   | Férfiak                                      | Nők                                     |
| ---- | -------------------------------------------- | --------------------------------------- |
| 1930 | dr. Hajdu János (Szolnoki VC)                | —                                       |
| 1931 | dr. Rozgonyi György (Vénfiúk VC)             | —                                       |
| 1932 | Timár Gyula (Honvéd Tiszti VC)               | —                                       |
| 1933 | vitéz Somogyi Endre (Honvéd Tiszti VK)       | —                                       |
| 1934 | Dunay Pál (BBTE)                             | —                                       |
| 1935 | Bay Béla (BEAC)                              | —                                       |
| 1936 | Borovszky Jenő (Honvéd Tiszti VK)            | —                                       |
| 1937 | dr. Bay Béla (BEAC)                          | —                                       |
| 1938 | dr. Gözsy Sándor (Honvéd Tiszti VK)          | —                                       |
| 1939 | Rerrich Béla (BEAC)                          | —                                       |
| 1940 | Kevey János (Honvéd Tiszti VK)               | —                                       |
| 1941 | Hennyey Imre (Honvéd Tiszti VK)              | —                                       |
| 1942 | Mikla Béla (BBTE)                            | —                                       |
| 1943 | dr. Gözsy Sándor (Honvéd Tiszti VK)          | —                                       |
| 1944 | Hennyey Imre (Honvéd Tiszti VK)              | —                                       |
| 1945 | —                                            | —                                       |
| 1946 | dr. Berzsenyi Barnabás (Közalkalmazottak SE) | —                                       |
| 1947 | Hennyey Imre (Barátság VE)                   | —                                       |
| 1948 | dr. Rerrich Béla (Hitelbank SE)              | —                                       |
| 1949 | Sákovics József (Csepeli MTK)                | —                                       |
| 1950 | Nagy Ambrus (Bp. MEFESZ)                     | —                                       |
| 1951 | dr. Rerrich Béla (Bp. Lokomotív)             | —                                       |
| 1952 | dr. Berzsenyi Barnabás (Bp. Petőfi)          | —                                       |
| 1953 | dr. Rerrich Béla (Bp. Lokomotív)             | —                                       |
| 1954 | dr. Berzsenyi Barnabás (Bp. Vörös Meteor)    | —                                       |
| 1955 | dr. Berzsenyi Barnabás (Vörös Meteor SE)     | —                                       |
| 1956 | dr. Nagy Ambrus (Bp. Honvéd)                 | —                                       |
| 1957 | Kausz István (OSC)                           | —                                       |
| 1958 | Bárány Árpád (Bp. Vörös Meteor)              | —                                       |
| 1959 | dr. Berzsenyi Barnabás (Bp. Vörös Meteor)    | —                                       |
| 1960 | Gábor Tamás (Bp. Vörös Meteor)               | —                                       |
| 1961 | Gábor Tamás (Bp. Vörös Meteor)               | —                                       |
| 1962 | Kulcsár Győző (OSC)                          | —                                       |
| 1963 | Balczó András (Csepel SC)                    | —                                       |
| 1964 | Nemere Zoltán (Vasas SC)                     | —                                       |
| 1965 | B. Nagy Pál (Szolnoki MÁV)                   | —                                       |
| 1966 | Nemere Zoltán (OSC)                          | —                                       |
| 1967 | Schmitt Pál (Bp. Vörös Meteor)               | —                                       |
| 1968 | Schmitt Pál (Bp. Vörös Meteor)               | —                                       |
| 1969 | Erdős Sándor (BVSC)                          | —                                       |
| 1970 | B. Nagy Pál (Szolnoki MÁV)                   | —                                       |
| 1971 | Nemere Zoltán (OSC)                          | —                                       |
| 1972 | Osztrics István (OSC)                        | —                                       |
| 1973 | dr. Fenyvesi Csaba (BVSC)                    | —                                       |
| 1974 | Kolczonay Ernő (Bp. Honvéd)                  | —                                       |
| 1975 | dr. Fenyvesi Csaba (BVSC)                    | —                                       |
| 1976 | dr. Osztrics István (OSC)                    | —                                       |
| 1977 | Pap Jenő (BVSC)                              | —                                       |
| 1978 | Székely Zoltán (Újpesti Dózsa)               | —                                       |
| 1979 | Székely Zoltán (Újpesti Dózsa)               | —                                       |
| 1980 | Pethő László (Újpesti Dózsa)                 | —                                       |
| 1981 | Pásztor Szabolcs (Bp. Honvéd)                | —                                       |
| 1982 | Takács Péter (Csepel SC)                     | —                                       |
| 1983 | Kolczonay Ernő (Bp. Honvéd)                  | —                                       |
| 1984 | Kolczonay Ernő (Bp. Honvéd)                  | —                                       |
| 1985 | Pásztor Szabolcs (Bp. Honvéd)                | —                                       |
| 1986 | Felföldy Sándor (Újpesti Dózsa)              | —                                       |
| 1987 | Hegedűs Ferenc (Tatabányai Bányász)          | Várkonyi Marina (MTK-VM)                |
| 1988 | Felföldy Sándor (Újpesti Dózsa)              | Szőcs Zsuzsanna (MTK-VM)                |
| 1989 | Fábián László (BSE)                          | Szőcs Zsuzsanna (MTK-VM)                |
| 1990 | Madaras Ádám (Újpesti Dózsa)                 | Szalay Gyöngyi (Tapolcai Bauxitbányász) |
| 1991 | Hegedűs Ferenc (BVSC)                        | Szalay Gyöngyi (Tapolcai Bauxit ISE)    |
| 1992 | Imre Géza (Újpesti TE)                       | Horváth Mariann (Bp. Honvéd)            |
| 1993 | Kovács Iván (MTK)                            | Nagy Tímea (Bp. Honvéd)                 |
| 1994 | Imre Géza (BSE)                              | Hormay Adrienn (MTK)                    |
| 1995 | Kovács Iván (MTK)                            | Hormay Adrienn (MTK)                    |
| 1996 | Kovács Iván (MTK)                            | Nagy Tímea (Bp. Honvéd)                 |
| 1997 | Kovács Iván (MTK)                            | Szalay Gyöngyi (Tapolcai Bauxit ISE)    |
| 1998 | Gömöri Zsolt (OSC)                           | Mincza Ildikó (MTK)                     |
| 1999 | Fekete Attila (BVSC)                         | Mincza Ildikó (MTK)                     |
| 2000 | Boczkó Gábor (Bp. Honvéd)                    | Mincza Ildikó (MTK)                     |
| 2001 | Fekete Attila (BVSC)                         | Mincza Ildikó (MTK)                     |
| 2002 | Boczkó Gábor (Bp. Honvéd)                    | Szász Emese (Bp. Honvéd)                |
| 2003 | Boczkó Gábor (Bp. Honvéd)                    | Kiskapusi Dóra (MTK)                    |
| 2004 | Fekete Attila (BVSC)                         | Szász Emese (Bp. Honvéd)                |
| 2005 | Kovács Iván (BVSC)                           | Révész Julianna (BVSC)                  |
| 2006 | Boczkó Gábor (Bp. Honvéd)                    | Hormay Adrienn (MTK)                    |
| 2007 | Szényi Péter (MTK)                           | Szász Emese (Bp. Honvéd)                |
| 2008 | Imre Géza (Bp. Honvéd)                       | Szász Emese (Bp. Honvéd)                |
| 2009 | Hanczvikkel Márk (Balaton VK)                | Tóth Hajnalka (BVSC-Zugló)              |
| 2010 | Boczkó Gábor (Bp. Honvéd)                    | Szász Emese (Vasas SC)                  |
| 2011 | Boczkó Gábor (Bp. Honvéd)                    | Békefi Edina (Bp. Honvéd)               |
| 2012 | Kulcsár Krisztián (Vasas SC)                 | Révész Julianna (BVSC)                  |
| 2013 | Marosi Ádám (BVSC)                           | Szász Emese (Vasas SC)                  |
| 2014 | Rédli András (Balaton VK)                    | Bukócki Bianka (BVSC)                   |
| 2015 | Somfai Péter (Bp. Honvéd)                    | Mihály Kata (Debreceni Honvéd)          |
| 2016 | Siklósi Gergely (Balaton VK)                 | Szász Emese (Vasas SC)                  |
| 2017 | Bányai Zsombor (Vasas SC)                    | Dékány Kinga (AVA Békéscsaba)           |
| 2018 | Nagy Dávid (Vasas SC)                        | Muhari Eszter (Bp. Honvéd)              |
| 2019 | Somfai Péter (Bp. Honvéd)                    | Muhari Eszter (Bp. Honvéd)              |
| 2020 | Bakos Bálint (Vasas SC)                      | Kun Anna (OMS-Tata VSE)                 |
| 2021 | Koch Máté (Vasas SC)                         | Muhari Eszter (Bp. Honvéd)              |
| 2022 | Bányai Zsombor (Vasas SC)                    | Kun Anna (OMS-Tata VSE)                 |
| 2023 | —                                            | —                                       |
| 2024 | Nagy Dávid (Vasas SC)                        | Muhari Eszter (Tatabányai SC)           |

### Kard
| Év   | Férfiak                            | Nők                                  |
| ---- | ---------------------------------- | ------------------------------------ |
| 1900 | dr. Porteleky László (MAC)         | —                                    |
| 1901 | dr. Nagy Béla (Santelli iskola)    | —                                    |
| 1902 | Békessy Béla (MAC)                 | —                                    |
| 1903 | Békessy Béla (MAC)                 | —                                    |
| 1904 | Békessy Béla (MAC)                 | —                                    |
| 1905 | Békessy Béla (MAC)                 | —                                    |
| 1906 | Békessy Béla (MAC)                 | —                                    |
| 1907 | Békessy Béla (MAC)                 | —                                    |
| 1908 | Szántay Jenő (MAC)                 | —                                    |
| 1909 | Krencsey Géza (MAC)                | —                                    |
| 1910 | dr. Tóth Péter (MAC)               | —                                    |
| 1911 | dr. Tóth Péter (MAC)               | —                                    |
| 1912 | Werkner Lajos (Nemzeti VC)         | —                                    |
| 1913 | Werkner Lajos (Nemzeti VC)         | —                                    |
| 1914 | Werkner Lajos (Nemzeti VC)         | —                                    |
| 1915 | —                                  | —                                    |
| 1916 | —                                  | —                                    |
| 1917 | —                                  | —                                    |
| 1918 | —                                  | —                                    |
| 1919 | —                                  | —                                    |
| 1920 | Dunay Bertalan (BBTE)              | —                                    |
| 1921 | Santelli György (MAFC)             | —                                    |
| 1922 | dr. Pósta Sándor (MAFC)            | —                                    |
| 1923 | Garay János (Nemzeti VC)           | —                                    |
| 1924 | dr. Pósta Sándor (MAFC)            | —                                    |
| 1925 | vitéz Terstyánszky Ödön (MAC)      | —                                    |
| 1926 | Rády József (MAC)                  | —                                    |
| 1927 | vitéz Terstyánszky Ödön (MAC)      | —                                    |
| 1928 | vitéz Terstyánszky Ödön (MAC)      | —                                    |
| 1929 | Rády József (MAC)                  | —                                    |
| 1930 | dr. Gombos Sándor (Nemzeti VC)     | —                                    |
| 1931 | Piller György (MAC)                | —                                    |
| 1932 | Piller György (MAC)                | —                                    |
| 1933 | Zirczy Antal (Honvéd Tiszti VK)    | —                                    |
| 1934 | Rajcsányi László (MAC)             | —                                    |
| 1935 | Kovács Pál (Ludovika Akadémia SE)  | —                                    |
| 1936 | Gerevich Aladár (MAC)              | —                                    |
| 1937 | dr. Rajczy Imre (BEAC)             | —                                    |
| 1938 | Maszlay Lajos (Honvéd Tiszti VK)   | —                                    |
| 1939 | Berczelly Tibor (MAC)              | —                                    |
| 1940 | Kovács Pál (Honvéd Tiszti VK)      | —                                    |
| 1941 | Berczelly Tibor (Honvéd Tiszti VK) | —                                    |
| 1942 | Kovács Pál (Honvéd Tiszti VK)      | —                                    |
| 1943 | Berczelly Tibor (Honvéd Tiszti VK) | —                                    |
| 1944 | Berczelly Tibor (Honvéd Tiszti VK) | —                                    |
| 1945 | —                                  | —                                    |
| 1946 | Gerevich Aladár (Toldi Miklós SE)  | —                                    |
| 1947 | Papp Bertalan (Csepeli MTK)        | —                                    |
| 1948 | Kárpáti Rudolf (Vasas SC)          | —                                    |
| 1949 | Berczelly Tibor (Csepeli MTK)      | —                                    |
| 1950 | Berczelly Tibor (Csepeli Vasas)    | —                                    |
| 1951 | Berczelly Tibor (Csepeli Vasas)    | —                                    |
| 1952 | Berczelly Tibor (Csepeli Vasas)    | —                                    |
| 1953 | Rajcsányi László (Bp. Petőfi)      | —                                    |
| 1954 | Kovács Pál (Vasas Ganzvagon)       | —                                    |
| 1955 | Kárpáti Rudolf (Honvéd SE)         | —                                    |
| 1956 | Gerevich Aladár (Bp. Vörös Meteor) | —                                    |
| 1957 | Gerevich Aladár (Bp. Vörös Meteor) | —                                    |
| 1958 | Kovács Pál (Vasas SC)              | —                                    |
| 1959 | Kovács Pál (Vasas SC)              | —                                    |
| 1960 | Kovács Pál (Vasas SC)              | —                                    |
| 1961 | Kovács Attila (Vasas SC)           | —                                    |
| 1962 | Bakonyi Péter (Bp. Honvéd)         | —                                    |
| 1963 | Kovács Attila (Vasas SC)           | —                                    |
| 1964 | dr. Mendelényi Tamás (BVSC)        | —                                    |
| 1965 | Bakonyi Péter (Bp. Honvéd)         | —                                    |
| 1966 | Kovács Attila (Vasas SC)           | —                                    |
| 1967 | Pézsa Tibor (Bp. Honvéd)           | —                                    |
| 1968 | Pézsa Tibor (Bp. Honvéd)           | —                                    |
| 1969 | Pézsa Tibor (Bp. Honvéd)           | —                                    |
| 1970 | Pézsa Tibor (Bp. Honvéd)           | —                                    |
| 1971 | dr. Bakonyi Péter (Bp. Honvéd)     | —                                    |
| 1972 | Marót Péter (Vasas SC)             | —                                    |
| 1973 | Gerevich Pál (BVSC)                | —                                    |
| 1974 | Gerevich Pál (BVSC)                | —                                    |
| 1975 | Marót Péter (Vasas SC)             | —                                    |
| 1976 | Gerevich Pál (BVSC)                | —                                    |
| 1977 | Gerevich Pál (BVSC)                | —                                    |
| 1978 | Kovács Tamás (Vasas SC)            | —                                    |
| 1979 | Nébald Rudolf (Bp. Honvéd)         | —                                    |
| 1980 | Gedővári Imre (Újpesti Dózsa)      | —                                    |
| 1981 | Gedővári Imre (Újpesti Dózsa)      | —                                    |
| 1982 | Gedővári Imre (Újpesti Dózsa)      | —                                    |
| 1983 | Gedővári Imre (Újpesti Dózsa)      | —                                    |
| 1984 | Gedővári Imre (Újpesti Dózsa)      | —                                    |
| 1985 | Nébald György (Bp. Honvéd)         | —                                    |
| 1986 | Fiedler Ferenc (BVSC)              | —                                    |
| 1987 | dr. Gedővári Imre (Vasas SC)       | —                                    |
| 1988 | dr. Gedővári Imre (Vasas SC)       | —                                    |
| 1989 | Szabó Bence (Újpesti Dózsa)        | —                                    |
| 1990 | Szabó Bence (Újpesti Dózsa)        | —                                    |
| 1991 | dr. Nébald György (Bp. Honvéd)     | —                                    |
| 1992 | Köves Csaba (Újpesti TE)           | —                                    |
| 1993 | Köves Csaba (Újpesti TE)           | —                                    |
| 1994 | Köves Csaba (Újpesti TE)           | —                                    |
| 1995 | Köves Csaba (Újpesti TE)           | —                                    |
| 1996 | Ferjancsik Domonkos (Vasas SC)     | —                                    |
| 1997 | Ferjancsik Domonkos (Vasas SC)     | —                                    |
| 1998 | Nemcsik Zsolt (Vasas SC)           | Nagy Orsolya (Újpesti TE)            |
| 1999 | Boros György (BSE)                 | Bartók Szilvia (Bp. Honvéd)          |
| 2000 | Ferjancsik Domonkos (Vasas SC)     | Nagy Orsolya (Újpesti TE)            |
| 2001 | Nemcsik Zsolt (Vasas SC)           | Nagy Orsolya (Újpesti TE)            |
| 2002 | Nemcsik Zsolt (Vasas SC)           | Nagy Orsolya (Újpesti TE)            |
| 2003 | Nemcsik Zsolt (Vasas SC)           | Nagy Orsolya (Újpesti TE)            |
| 2004 | Decsi Tamás (BSE)                  | Csaba Edina (BSE)                    |
| 2005 | Nemcsik Zsolt (Vasas SC)           | Nagy Orsolya (Újpesti TE)            |
| 2006 | Fodor Kende (Bp. Honvéd)           | Csaba Edina (BSE)                    |
| 2007 | Nagy Pál (Vasas SC)                | Pető Réka (Vasas SC)                 |
| 2008 | Szilágyi Áron (Vasas SC)           | Pető Réka (Vasas SC)                 |
| 2009 | Nemcsik Zsolt (Vasas SC)           | Benkó Réka (Gödöllői EAC)            |
| 2010 | Lontay Balázs (BVSC-Zugló)         | Benkó Réka (Gödöllői EAC)            |
| 2011 | Szilágyi Áron (Vasas SC)           | Benkó Réka (Gödöllői EAC)            |
| 2012 | Szilágyi Áron (Vasas SC)           | Benkó Réka (Gödöllői EAC)            |
| 2013 | Lontay Balázs (BVSC)               | Márton Anna (BSE)                    |
| 2014 | Szilágyi Áron (Vasas SC)           | Várhelyi Anna (BVSC)                 |
| 2015 | Szatmári András (Vasas SC)         | Márton Anna (MTK)                    |
| 2016 | Szatmári András (Vasas SC)         | Márton Anna (MTK)                    |
| 2017 | Szatmári András (Vasas SC)         | Pusztai Liza (BVSC)                  |
| 2018 | Szilágyi Áron (Vasas SC)           | Pusztai Liza (BVSC)                  |
| 2019 | Szilágyi Áron (Vasas SC)           | Márton Anna (MTK)                    |
| 2020 | Szilágyi Áron (Vasas SC)           | Pusztai Liza (BVSC)                  |
| 2021 | Szilágyi Áron (Vasas SC)           | Katona Renáta (Vasas SC)             |
| 2022 | Gémesi Csanád (MATE-Gödöllői EAC)  | Battai Sugár Katinka (Debreceni EAC) |
| 2023 | —                                  | —                                    |
| 2024 | Gémesi Csanád (MATE-Gödöllői EAC)  | Battai Sugár Katinka (Debreceni EAC) |